# 89 Pułk Artylerii Obrony Przeciwlotniczej

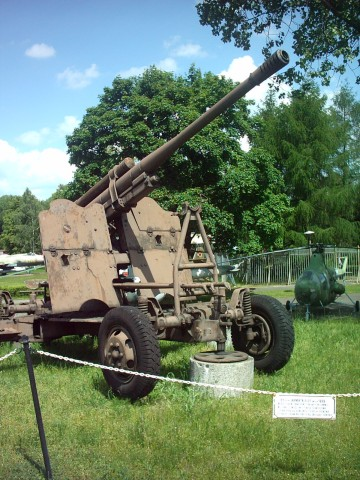
85 mm armata przeciwlotnicza wz.39

89 Pułk Artylerii Obrony Przeciwlotniczej (89 pa OPL) – oddział artylerii przeciwlotniczej ludowego Wojska Polskiego.

## Formowanie i zmiany organizacyjne
Pułk został sformowany jako pułk przeciwlotniczy średniego kalibru na podstawie rozkazu Nr 0043/Org. Ministra Obrony Narodowej z 17 maja 1951 roku. Wchodził początkowo w skład 7 Korpusu Artylerii Obrony Przeciwlotniczej, a następnie 13 DAPlot. Stacjonował w Chorzowie.

## Skład organizacyjny
Dowództwo i sztab
- pluton dowodzenia
- bateria szkolna
- 4 baterie artylerii przeciwlotniczej
  - pluton dowodzenia
  - pluton ogniowy
  - pluton przyrządów

Razem w pułku:
- 455 żołnierzy; 18 armat plot 85 mm wz 39; 5 przyrządów PUAZO-3; 5 dalmierzy